# 金华南站 (金华轨道交通)

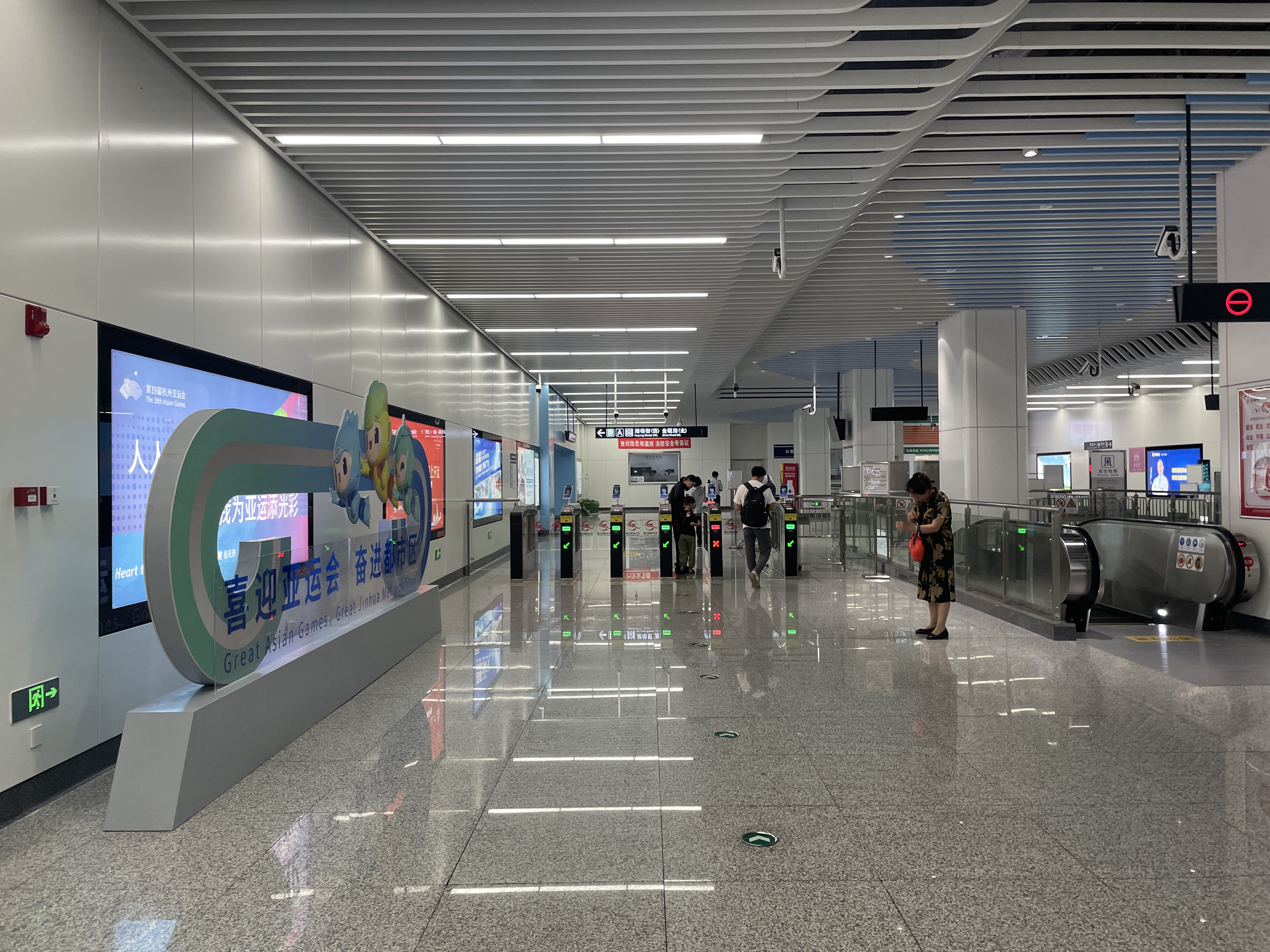
车站站厅

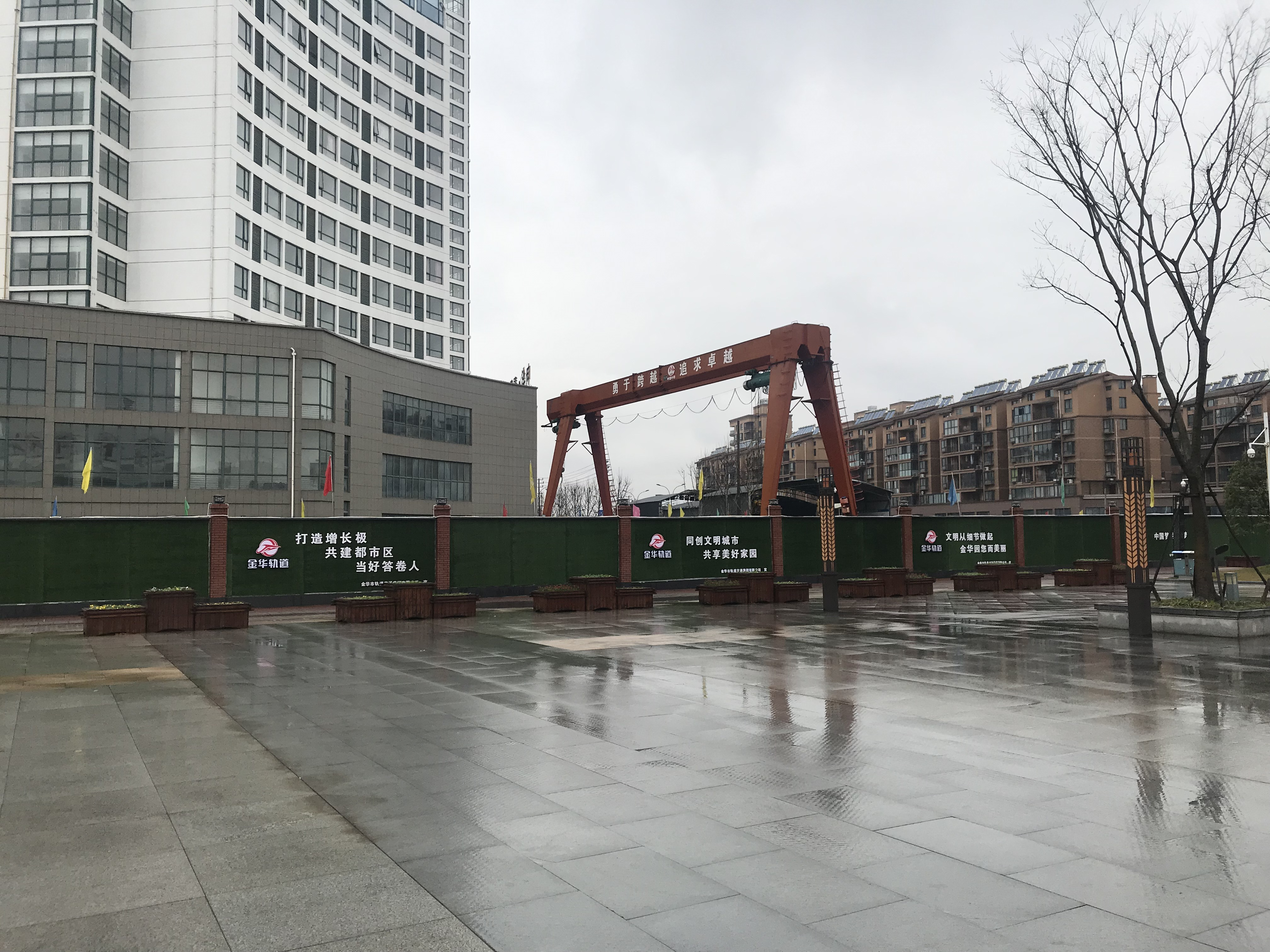
建设时的车站（2019年1月）

金华南站是金华轨道交通金义东线的一座车站，位于中华人民共和国浙江省金华市金东区东孝街道金瓯路站前大道，铁路金华南站站前广场。而本站标段于2017年7月28日作为金义线首批标段的一部分开工，施工单位为宏润建设集团有限公司。2019年4月27日封顶，2020年8月车站施工场地周边道路恢复车辆通行。
车站两端为地上区间，但本站为地下车站，是金义东线金华市区内的最后一个车站。

## 车站结构

### 楼层分布
金华南站为地下二层岛式站台车站，沿站前大道南北向布置，长度316.6米、标准段宽度20.9米，总建筑面积17793平方米。设有2个风亭。
| 地面 |                    | 出入口                          |  |  |
| -1层 | 站厅               | 票务服务、自动售票机、卫生间    |  |  |
| -2层 |                    | █ 金义东线 往金华站（轨道大厦） |  |  |
|      | 岛式站台，左侧开门 |                                 |  |  |
|      |                    | █ 金义东线 往秦塘（塘雅）       |  |  |

### 站台
金华南站站台位于地下二层，设有宽12米的岛式站台。站前设有单渡线。

### 出入口
金华南站设有3个出入口，C口设有一条通往铁路车站的换乘通道。
| 编号          | 建议前往的目的地         | 图片 |
| ------------- | ------------------------ | ---- |
| A             | 站前路、金瓯路           |      |
| B             | 站前路、金瓯路           |      |
| C             | 站前路、金瓯路、金华南站 |      |
| 註： 设有电梯 |                          |      |